# Château fort de Battenberg
Pour les articles homonymes, voir Battenberg.
Le château fort de Battenberg est la ruine d'un château fort (allemand : Burg) perché sur l'éperon Leiningen, au bord de la forêt palatine. Il est situé dans le district de Battenberg dans ll'arrondissement de Bad Dürkheim en Rhénanie-Palatinat et est l'un des trois châteaux du haut Eckbach qui datent des débuts de la famille noble franconienne des Leininger. Les deux autres sont ceux d'Altleiningen et de Neuleiningen.
Le château fort de Battenberg est classé monument culturel.

## Situation

### Géographie
Les ruines du château fort sont situées près de l'extrémité de l'éperon Linange au bord nord-est de la forêt du Palatinat dans la zone de l'épaule ouest du fossé rhénan supérieur sur le Kieselberg à une altitude de 284 m au-dessus du niveau de la mer. La communauté locale du même nom est située immédiatement à l'ouest du château.

### Environ
Au nord et au sud de la colline du château, les vallées de l'Eckbach et de son affluent droit, le Krumbach, s'ouvrent sur la plaine du Rhin.
Sur le versant sud, directement sous les ruines du château, les tubes de foudre apparaissent à côté de la Kreisstraße sinueuse du grès de couleur ocre. Ce monument naturel n'a pas été créé par la foudre, mais par le concrétionnement et l'érosion de minéraux à forte teneur en fer.

### Complexe du château

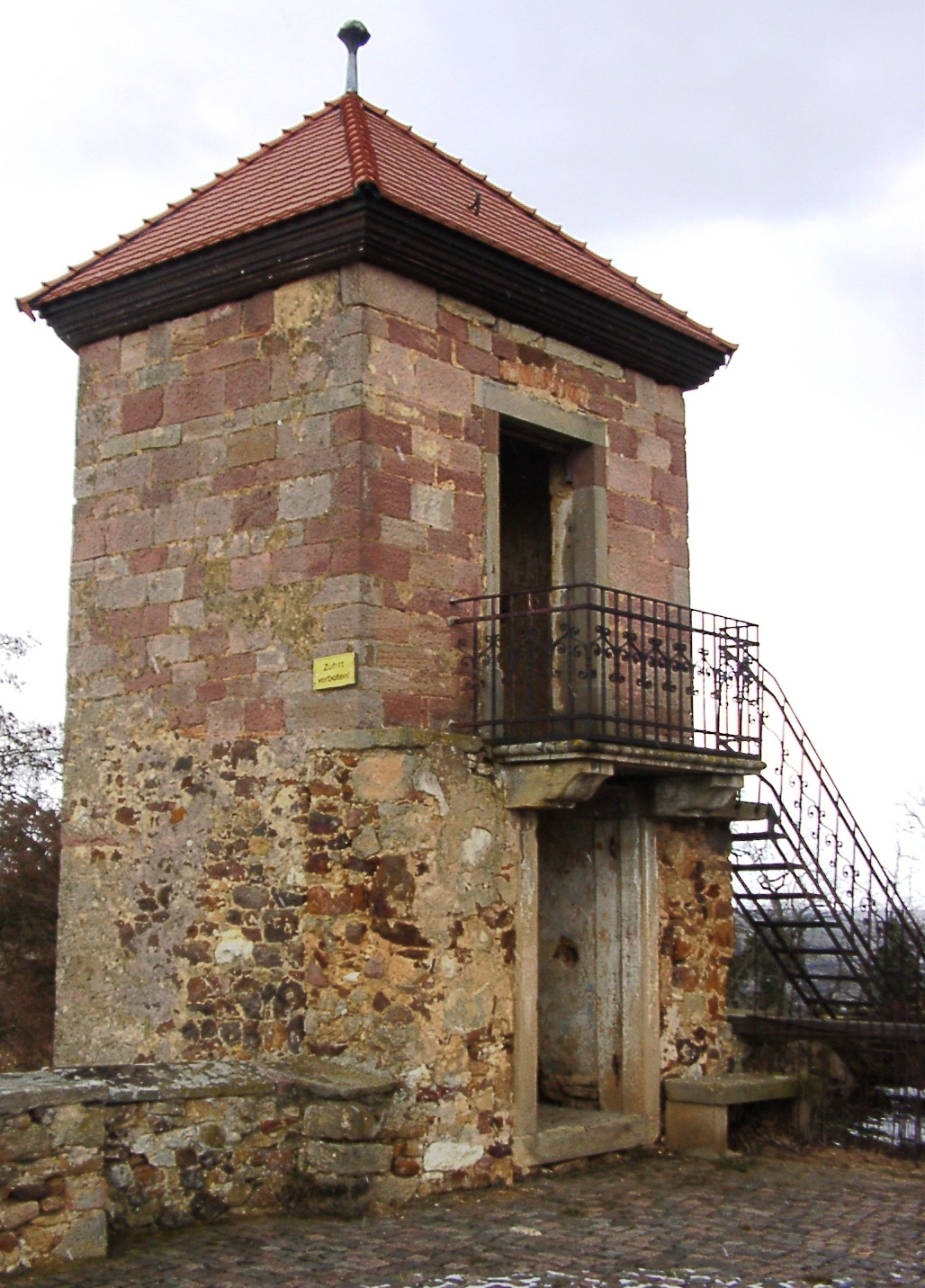
Tour d'escalier
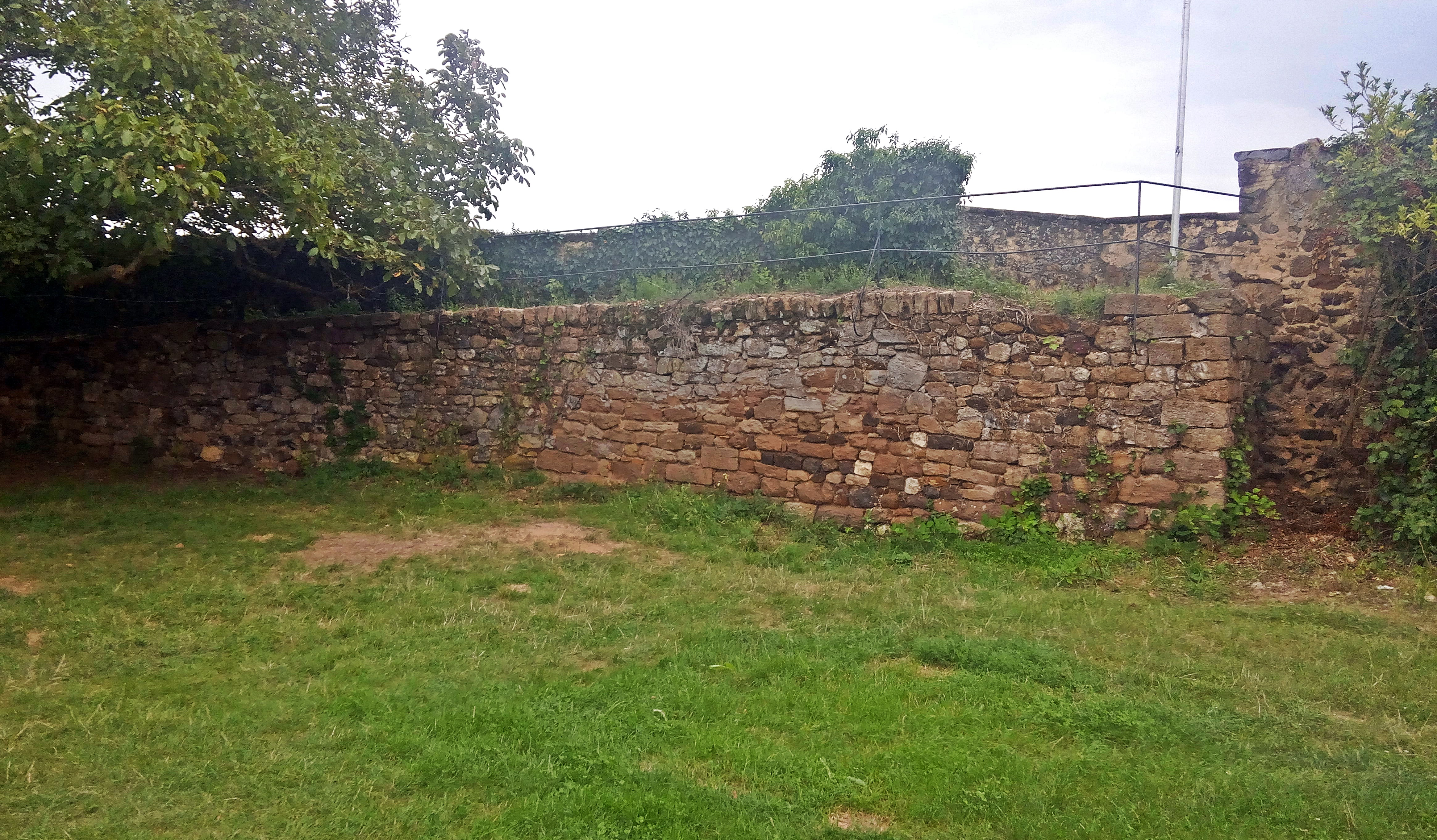
Remparts avec tour de batterie
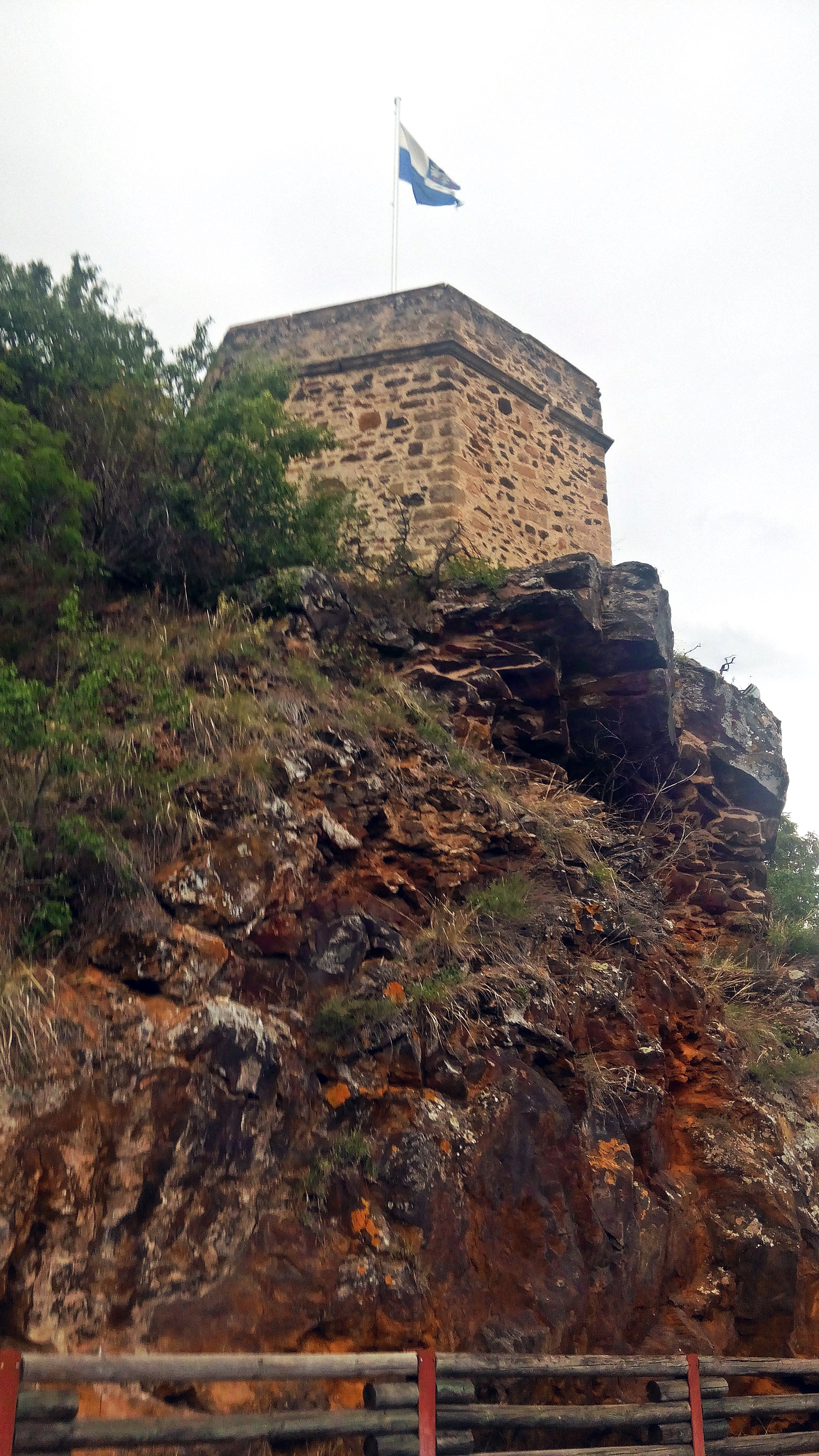
Tour de batterie
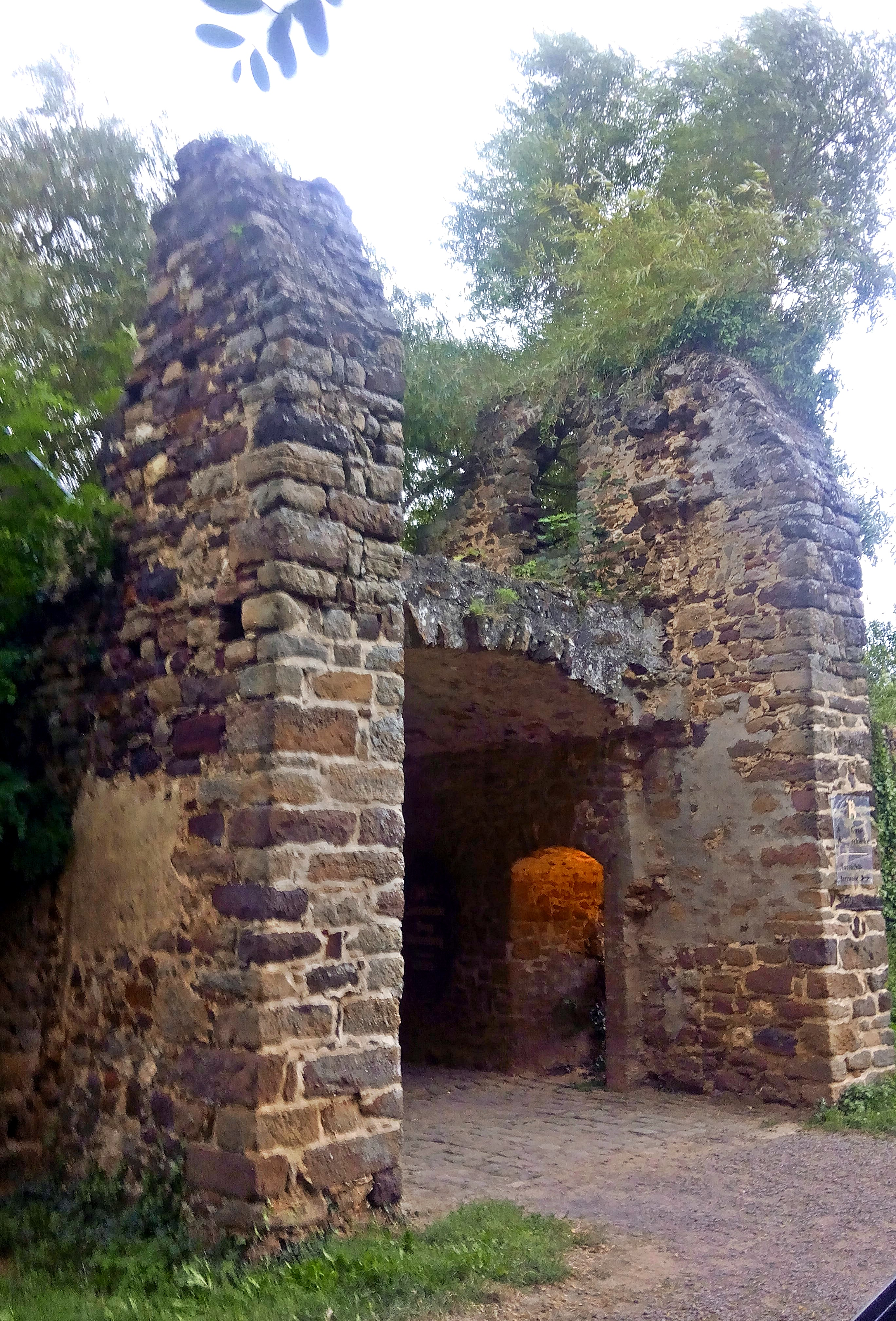
Entrée extérieure
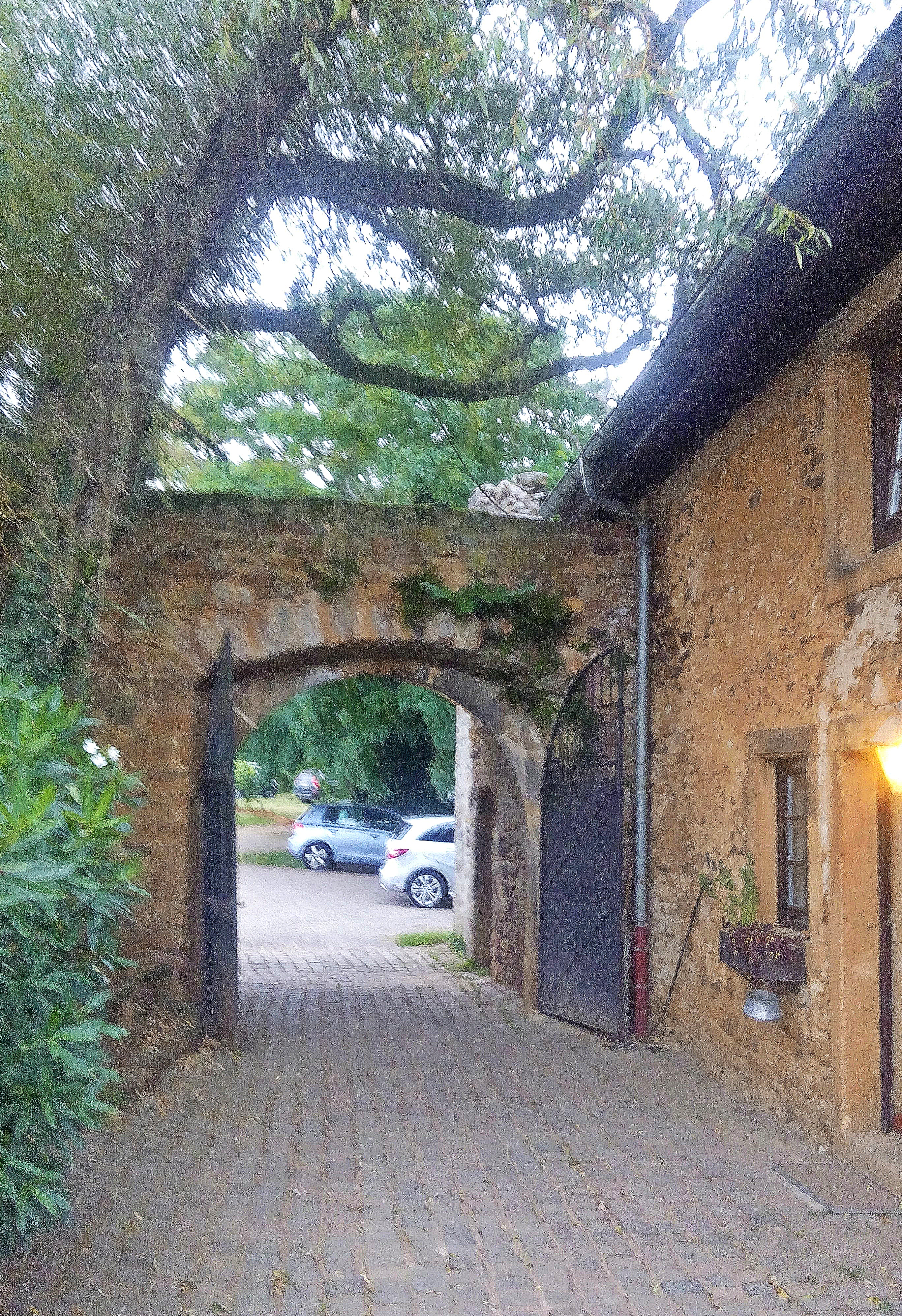
Entrée intérieure
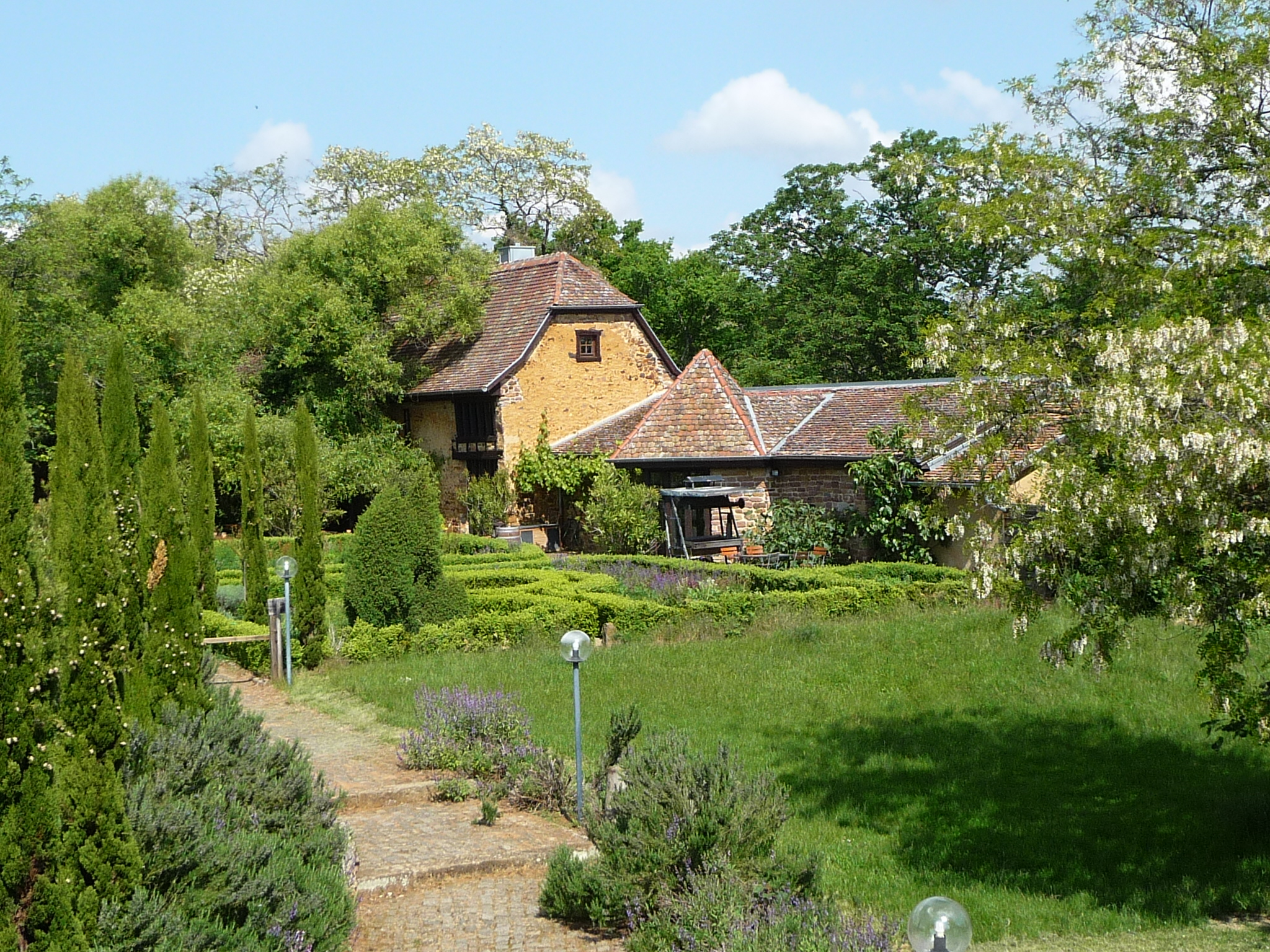
Restaurant

Vue du château sur la plaine du Rhin

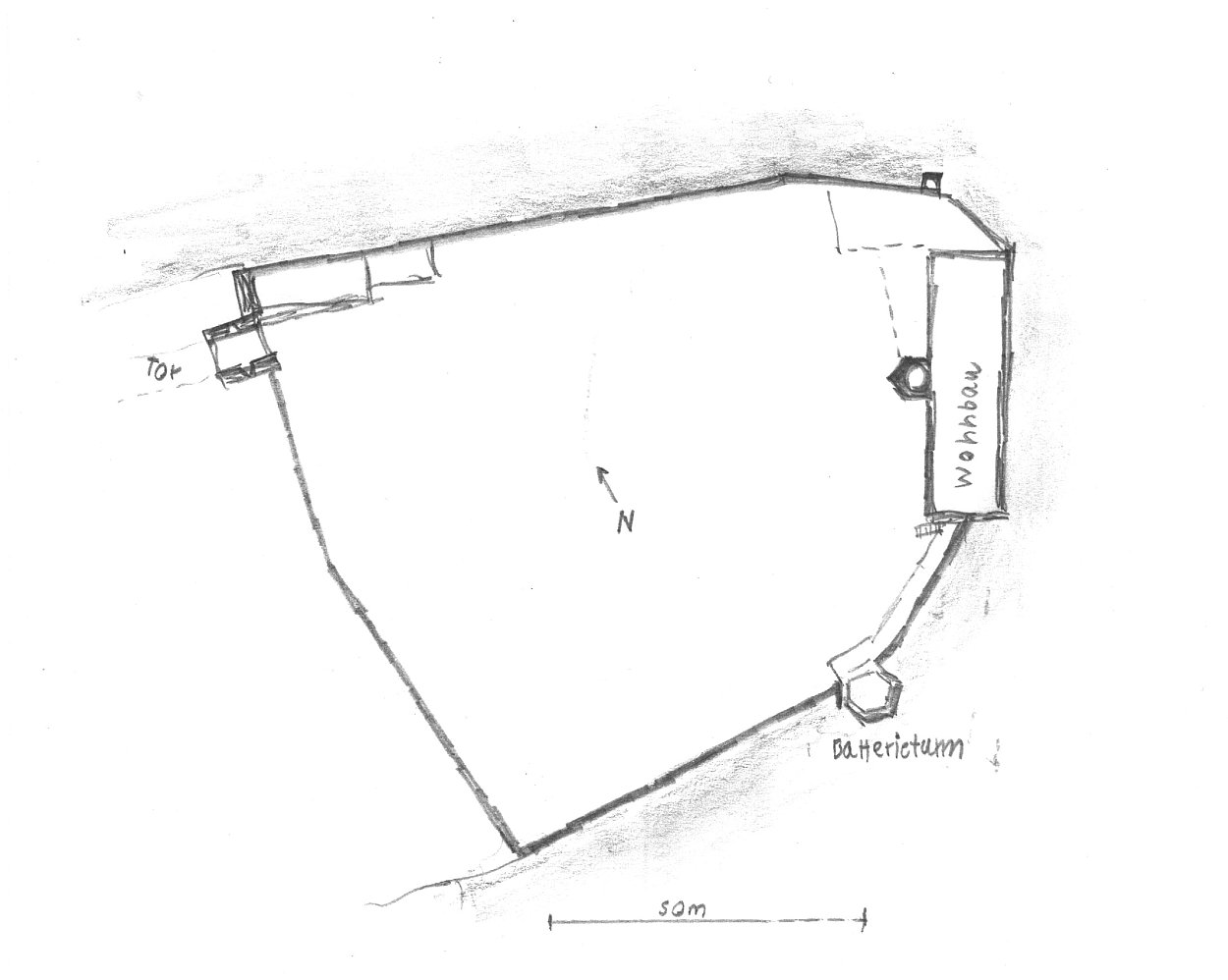
Plan (esquisse)

Le plan du château suit l'éperon montagneux à forte pente sur trois côtés (nord, est, sud). Contre le quatrième côté ouvert, qui fait face à l'ouest, il était protégé par un fossé qui est maintenant complètement plat.
Le rempart d'enceinte avec le bâtiment de la porte sur le côté ouest et l'angle nord-ouest du complexe et une tour de batterie au milieu du côté sud, qui a une encoche en forme de trou buccal, ont été conservés. De plus, dans la zone orientale, il y a le rez-de-chaussée d'un immeuble résidentiel au-dessus d'un sous-sol voûté. La tour d'escalier à deux étages attachée à l'ouest a ensuite été convertie en pavillon orienté à l'est au sommet. Son étage supérieur est accessible depuis la terrasse qui lui fait face au moyen d'un escalier extérieur en fer qui a été installé plus tard. Cette terrasse était autrefois le sol du 2ème étage de l'immeuble d'habitation. Un chemin de ronde mène de celui-ci à la tour de la batterie derrière le mur d'enceinte.
Au nord du bâtiment de la porte se trouvent deux remises du XVIIIe siècle. Ils servent actuellement de restaurant, ainsi qu'une partie de la cour joliment conçue.

## Histoire

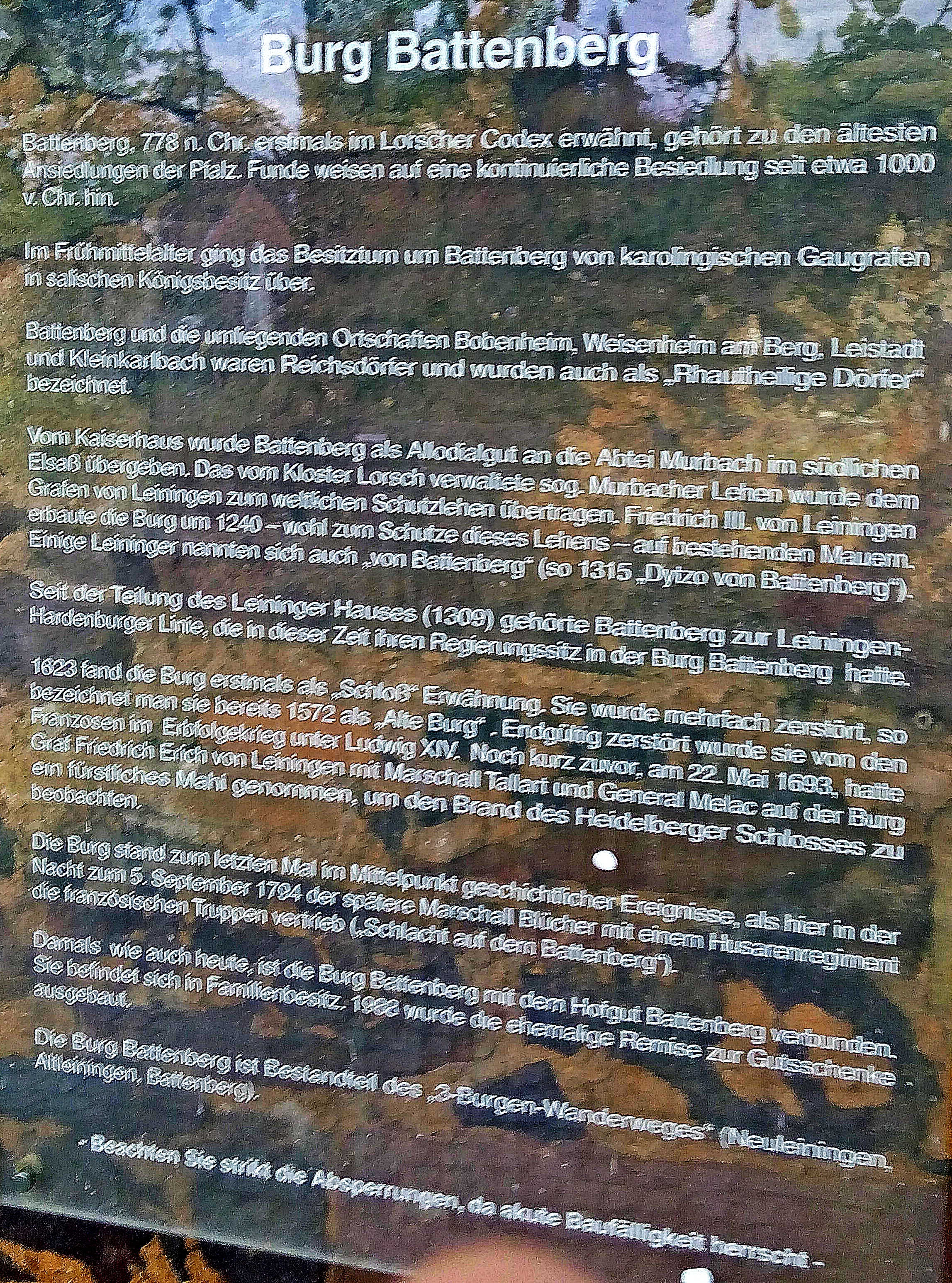
Panneau d'information dans la cour

Le château a probablement été construit au XIIIe siècle par le comte Friedrich III de Leiningen († 1287) sur les vestiges d'un complexe salien. Il appartenait aux comtes de Linange, qui possédaient à l'époque le Leininger Land. Avec le château fort de Neuleiningen, à 1400 m au nord à une altitude de 269 m, il contrôlait l'entrée de la vallée d'Eckbach. 5 km au sud-ouest se trouve le château ancestral Altleiningen en amont du ruisseau.
Le château fort de Battenberg fut détruit par les troupes françaises en 1689 lors de la guerre de succession du Palatinat, mais resta, partiellement rénové, l'une des résidences de la famille Linange jusqu'en 1747. Selon la tradition locale, qui est également enregistrée sur le panneau d'information dans la cour, le 22 mai 1693 maréchal Tallard et le général Mélac mangeaient un somptueux dîner en regardant de loin Heidelberg en flammes qu'ils avaient fait incendier précédemment.
Dans la nuit du 5 septembre 1794, le futur prince Blücher et ses troupes expulsèrent l'armée révolutionnaire française qui avait occupé la place stratégiquement importante pendant la première guerre de coalition. Le 18 du même mois, les combats reprirent pour le complexe du château, les futurs généraux Friedrich Wilhelm von Müffling et Joseph von Clossmann menant la prise du Battenberg,.Aujourd'hui, la ruine est une propriété privée, mais elle est principalement ouverte au public en raison de l'activité d'un restaurant. L'emplacement exposé permet une large vue à l'est de la plaine du Rhin, de la Bergstraße et de l'Odenwald.

## Littérature
- (de) Jürgen Keddigkeit, Alexander Thon et Karl Scheurer, Rolf Übel, Pfälzisches Burgenlexikon., t. 1: A–E, Kaiserslautern, Institut für pfälzische Geschichte und Volkskunde, coll. « 2e édition », 2003 (ISBN 3-927754-51-X), p. 212–218

## Liens extérieurs
- Article de Reinhard Friedrich sur le Burg Battenberg dans la Deutsche Burgenvereinigung e. V.
- Site Internet de la commune de Battenberg avec les curiosités en texte et en images